# Xã Millbrook, Quận Peoria, Illinois
Xã Millbrook (tiếng Anh: Millbrook Township) là một xã thuộc quận Peoria, tiểu bang Illinois, Hoa Kỳ. Năm 2010, dân số của xã này là 488 người.